# Museu Fundació Francisco Godia
El Museu Fundació Francisco Godia va ser una galeria d'art fundada el 1999 per Liliana Godia, filla del pilot de Fórmula 1 i col·leccionista Francesc Godia i Sales (1921-1990).

## Història
L'exposició pública de la col·lecció es va inaugurar el dia 1 de desembre del 1999 en un pis principal del carrer de València de Barcelona. Durant uns anys, hi van tenir lloc conferències i tallers, així com exposicions temporals d'altres col·leccions privades.
L'any 2008, la fundació es va traslladar a la casa Garriga Nogués (Diputació, 250), obra de l'arquitecte Enric Sagnier. Al Museu s'han fet exposicions itinerants, com ara del pintor Zeng Fanzhi (2009).
Després de quinze anys d'exposició pública, el 2015 la col·lecció va tornar al seu caràcter privat inicial, i l'edifici passà a ser llogat a la Fundació Mapfre.

## Col·lecció
És una de les més importants col·leccions privades de l'estat espanyol i para especial atenció a l'art de l'edat mitjana, així com al segles xix i xx català. S'hi troben representats artistes de la talla de Jaume Huguet, Lluís Borrassà, Llorenç Saragossà, Berruguete, Zurbarán, Joaquín Sorolla, Casas, Rusiñol, Mir, Nonell i Miró, entre molts d'altres. La col·lecció permanent mostrava unes 250 peces de les més de 1.000 que formaven la col·lecció privada.

### Obres representatives

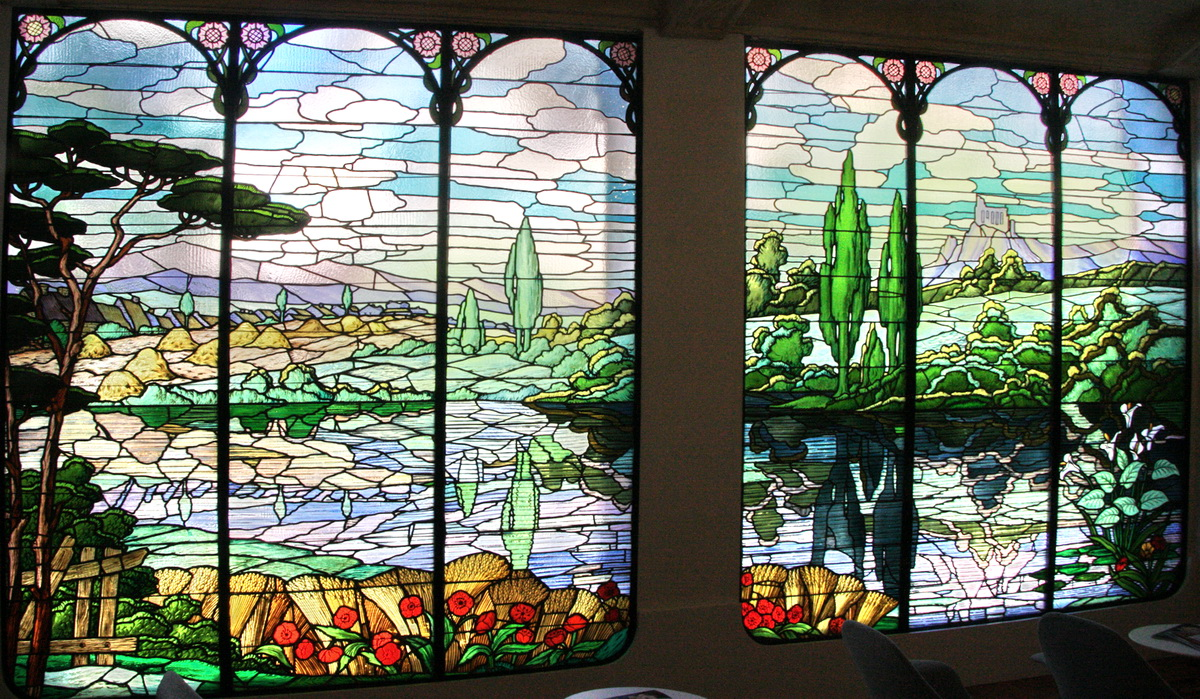
Vitrall d'Antoni Rigalt a la sala annexa del pis principal

- Santa Maria Magdalena, pintura sobre taula de Jaume Huguet[5]
- Verge de la llet (ca. 1363-1374) obra originalment procedent de l'Ermita de Santa Caterina indistintament atribuïda a Llorenç Saragossa o Francesc Serra II[6]
- Pietat (h. 1500), talla en fusta policromada d'Alejo de Vahía
- La Sagrada Familia (h. 1500), de Pedro Berruguete
- San Josep amb el nen, de Francisco de Zurbarán
- La Batalla de Sant Quintí, de Luca Giordano
- Correguda de toros a Ronda (h. 1927), de José Gutiérrez Solana.
- Gitana, d'Isidre Nonell
- A l'hipòdrom, de Ramon Casas
- Rosa en el taller (1931), rara pintura de l'escultor Manolo Hugué
- Concetto spaziale, attese (1968), de Lucio Fontana

Altres autors representats a la col·lecció són Maria Blanchard, Julio González, Joan Ponç, Antoni Tàpies o Magritte.
La col·lecció de ceràmica amb obres de ceràmica de Manises i Paterna és una de les més importants a nivell nacional.